# Santa Evita (série de televisão)
Santa Evita é uma série de drama biográfica histórica argentina para televisão, baseada no romance homônimo de 1995 de Tomás Eloy Martínez, para o Star+. O enredo seguirá a vida de Eva Perón, sua morte aos 33 anos e o destino posterior de seu cadáver embalsamado. Será estrelado por Natalia Oreiro, Ernesto Alterio, Darío Grandinetti, Diego Velázquez, Diego Cremonesi e Francesc Orella. A série estreou em 26 de julho de 2022.

## Sinopse
A série segue a intrigante história da primeira-dama argentina Eva Perón após sua morte de câncer cervical aos 33 anos em 1952. E como seus restos embalsamados, após serem velados diante de milhões de pessoas, foram sequestrados pela ditadura militar em 1955.

## Elenco

### Principal
- Natalia Oreiro como Eva Perón
- Ernesto Alterio como Moori Koenig
- Darío Grandinetti como Juan Domingo Perón
- Diego Velázquez como Mariano Vázquez
- Francesc Orella como Pedro Ara Sarriá

### Recorrente
- Diego Cremonesi como Eduardo Arancibia
- Héctor Díaz como Julio Alcaraz
- Guillermo Arengo como Emilio Kaufman
- Iván Moschner como Aldo Cifuentes
- Damián Canduci como Milton Galarza
- Jorge Prado como Atilio Renzi
- Gabriela Ferrero como Juana Ibarguren
- María Canale como Irene Kaufman
- Marcela Guerty como Adela
- Camila Mateos como Eva Perón (jovem)
- Sebastián Arzeno como Gustavo Fesquet

## Episódios
| N.º                                                                                                  | Título                                                | Dirigido por                           | Escrito por                        | Lançamento          |
| --- | ----------------------------------------------------- | -------------------------------------- | ---------------------------------- | ------------------- |
| 1 | "Esa mujer" "Aquela Mulher"                           | Rodrigo García Barcha e Alejandro Maci | Marcela Guerty e Pamela Rementería | 26 de julho de 2022 |
| Após um golpe militar que derrubou Perón, poderosos temem que o corpo de Eva seja usado contra eles. |                                                       |                                        |                                    |                     |
| 2 | "Cuatro tumbas para Eva" "Quatro Sepulturas Para Eva" | Rodrigo García Barcha e Alejandro Maci | Marcela Guerty e Pamela Rementería | 26 de julho de 2022 |
| Mariano intensifica a busca pelo corpo de Eva Perón e aprofunda os vínculos de seu passado.          |                                                       |                                        |                                    |                     |
| 3 | "Gracias por existir" "Obrigado Por Existir"          | Rodrigo García Barcha e Alejandro Maci | Marcela Guerty e Pamela Rementería | 26 de julho de 2022 |
| Alguém entra no apartamento de Mariano e sua esposa para deixar um aviso.                            |                                                       |                                        |                                    |                     |
| 4 | "Una esposa perfecta" "Uma Esposa Perfeita"           | Rodrigo García Barcha e Alejandro Maci | Marcela Guerty e Pamela Rementería | 26 de julho de 2022 |
| Em 1971, Irene, a esposa de Mariano acerta tudo para que saiam do país e salvem as suas vidas.       |                                                       |                                        |                                    |                     |
| 5 | "Puppé" "Fantoche"                                    | Rodrigo García Barcha e Alejandro Maci | Marcela Guerty e Pamela Rementería | 26 de julho de 2022 |
| Mariano descobre que, após a tragédia na casa de Arancibia, o corpo foi levado ao cinema Rialto.     |                                                       |                                        |                                    |                     |
| 6 | "Persona" "Pessoa"                                    | Rodrigo García Barcha e Alejandro Maci | Marcela Guerty e Pamela Rementería | 26 de julho de 2022 |
| Mariano fica cara a cara com o Coronel Moori e ele revela como tiraram o corpo de seus cuidados.     |                                                       |                                        |                                    |                     |
| 7 | "Santa Evita"                                         | Rodrigo García Barcha e Alejandro Maci | Marcela Guerty e Pamela Rementería | 26 de julho de 2022 |
| Mariano consegue que Moori lhe conte, antes de morrer, onde enterrou o corpo de Evita.               |                                                       |                                        |                                    |                     |

## Produção

### Desenvolvimento
Em 2016, a rede Fox (atualmente Star) adquiriu os direitos do livro Santa Evita publicado em 1995 por Tomás Eloy Martínez para fazer uma série. Em maio de 2019, foi noticiado que a produção da série já havia começado, sob responsabilidade da empresa Buena Vista International da Disney e da produtora argentina Non Stop, que planejava sua estreia para 2021. Em seguida, foi noticiado que a atriz mexicana Salma Hayek estaria atuando como produtora executiva da série, que seria dirigida pelo cineasta colombiano Rodrigo García Barcha e o argentino Alejandro Maci, que contaria com a ajuda das autoras argentinas Marcela Guerty e Pamela Rementería tanto para a adaptação do livro quanto para o roteiro.
As gravações da série estavam previstas para começar em março de 2020, mas devido à pandemia de COVID-19 foram adiadas, pelo que, em maio de 2021, foi noticiado que a estreia tinha sido adiada para 2022.

### Seleção de elenco
Em janeiro de 2020, após vários rumores, foi confirmado que a atriz uruguaia Natalia Oreiro havia sido escolhida para ser a protagonista. Da mesma forma, foi confirmado que os atores argentinos Darío Grandinetti, Ernesto Alterio, Diego Velázquez e o ator espanhol Francesc Orella foram escolhidos para se juntar a Oreiro no elenco principal da série. Pouco depois, foi anunciado que Diego Cremonesi havia se juntado ao elenco. Em junho de 2021, foi relatado que Camila Mateos iria interpretar uma versão mais jovem da personagem Eva Perón.

### Filmagens
A fotografia principal da série começou em meados de maio de 2021 na província de Buenos Aires, onde usaram o Palacio Sans Souci, localizado na cidade de Victoria, como cenário da residência presidencial. Em agosto daquele ano, as filmagens da série foram concluídas.